# Serqueux (Haute-Marne)
Serqueux is een gemeente in het Franse departement Haute-Marne (regio Grand Est) en telt 485 inwoners (2006). De plaats maakt deel uit van het arrondissement Langres.

## Geografie
De oppervlakte van Serqueux bedraagt 25,8 km², de bevolkingsdichtheid is 19 inwoners per km².
De onderstaande kaart toont de ligging van Serqueux (Haute-Marne) met de belangrijkste infrastructuur en aangrenzende gemeenten.

## Demografie
Onderstaande figuur toont het verloop van het inwonertal (bron: INSEE-tellingen).